# Jacques-Simon Eggly
Jacques-Simon Eggly, né le 4 septembre 1942 à Genève, est une personnalité politique suisse du canton de Genève, membre du Parti libéral suisse. Il est député au Conseil national de 1983 à 2007.

## Biographie
Journaliste et chroniqueur au Journal de Genève. Député au Grand Conseil du canton de Genève de 1977 à décembre 1983, il est en parallèle président du Parti libéral suisse de 1997 à 2002. Le 28 novembre 1983, il est élu au Conseil national où il reste jusqu'au 2 décembre 2007. Pendant cette période, il est coprésident du Groupe parlementaire Suisse-Grèce.
Après son départ du Conseil national, il est élu président de l'Organisation des Suisses de l'étranger en 2007. Il est président jusqu'en 2015.

## Liens avec l'armée secrète P26
En août 1990, son nom est révélé par l'émission de la télévision alémanique 10/10 comme l'un des cinq membres du « Conseil de résistance ». Il s'agit d'un groupe de parlementaires qui, hors de tout mandat du parlement, aurait servi d'organe consultatif pour le chef de l'État-Major de l'armée en cas de mobilisation de l'armée secrète P26. Les noms de deux autres membres du groupe sont révélés dans la même émission : Vreni Spoerry (PRD/ZH) et Jakob Schönenberger (PDC/SG). Le représentant de l'UDC n'est pas identifié. Le zurichois Sepp Stappung (PSS/ZH) a lui admis publiquement faire partie de ce groupe en mars 1990. Jacques-Simon Eggly est le seul membre d'un parti non représenté au Conseil fédéral à appartenir à ce groupe.